# Coppa dei Campioni 1964-1965 (pallamano maschile)
La Coppa dei Campioni 1964-1965 è stata la 6ª edizione della massima competizione europea di pallamano riservata alle squadre di club. Il torneo ha avuto inizio il 14 novembre 1964 e si è concluso il 4 aprile 1965. Il titolo è stato conquistato dai rumeni della Dinamo Bucarest per la prima volta nella loro storia sconfiggendo in finale i jugoslavi della Medveščak.

## Risultati

### Primo turno
| Squadra 1          | Risultato | Squadra 2          |
| ------------------ | --------- | ------------------ |
| AZS Katowice       | n.d.      | Honvéd             |
| Ivry               | 18 - 13   | Porto              |
| Operatie '55       | n.d.      | Dudelange          |
| Rapid              | n.d.      | Medveščak          |
| Royal Olympic Club | 9 - 27    | GC Amicitia Zurigo |

### Ottavi di finale
| Squadra 1           | Risultato | Squadra 2        |
| ------------------- | --------- | ---------------- |
| Ajax Copenaghen     | n.d.      | Union Helsinki   |
| Berliner SV 1892    | 21 - 13   | Arild            |
| Burevestnik Tbilisi | 32 - 18   | AZS Katowice     |
| Dinamo Bucarest     | 17 - 14   | Vorwärts Berlino |
| GC Amicitia Zurigo  | 20 - 15   | Atlético Madrid  |
| Medveščak           | 14 - 12   | Dukla Praga      |
| Ivry                | 17 - 10   | Dudelange        |
| Redbergslids        | 25 - 20   | Fram             |

### Quarti di finale
| Squadra 1           | Totale        | Squadra 2          | Andata  | Ritorno |
| ------------------- | ------------- | ------------------ | ------- | ------- |
| Berliner SV 1892    | 29 - 34       | GC Amicitia Zurigo | 14 - 18 | 15 - 16 |
| Burevestnik Tbilisi | 37 - 37 (gfc) | Medveščak          | 24 - 16 | 13 - 21 |
| Ivry                | 34 - 55       | Ajax Copenaghen    | 19 - 16 | 15 - 39 |
| Redbergslids        | 22 - 50       | Dinamo Bucarest    | 11 - 24 | 11 - 26 |

### Semifinali
| Squadra 1          | Totale  | Squadra 2       | Andata  | Ritorno |
| ------------------ | ------- | --------------- | ------- | ------- |
| GC Amicitia Zurigo | 11 - 19 | Dinamo Bucarest | 11 - 19 | n.d.    |
| Medveščak          | 41 - 35 | Ajax Copenaghen | 20 - 24 | 21 - 11 |

### Finale
| Lione 4 aprile 1965 | Dinamo Bucarest | 13 – 11 | Medveščak |  |